# Maxliyo Togʻoyeva
Maxliyo Togʻoyeva (auch Makhliyo Togoeva; * 7. Januar 1992) ist eine usbekische Gewichtheberin.

## Karriere
Togʻoyeva erreichte bei den Asienmeisterschaften 2011 den fünften Platz in der Klasse bis 48 kg. 2012 gewann sie bei den Asienmeisterschaften die Bronzemedaille im Zweikampf und Silber im Reißen. Bei der Universiade 2013 wurde sie Vierte und bei den Weltmeisterschaften 2013 erreichte sie den zehnten Platz. Bei den Weltmeisterschaften 2014 wurde sie bei der Dopingkontrolle positiv auf Clenbuterol getestet und für 20 Monate gesperrt.